# Peter Clack
Peter Clack was de drummer van de Australische hardrockband AC/DC van april 1974 tot en met november 1974. Hij voegde zich samen met basgitarist Rob Bailey bij AC/DC nadat ze hadden gespeeld bij de band Flake. Toen hij bij de band kwam, ter vervanging van Noel Taylor, was de bezetting van AC/DC: Angus Young (leadgitarist), Malcolm Young (rhythmgitarist), Dave Evans (leadzanger) en Rob Bailey (bassist).
Peter Clack heeft met AC/DC verschillende optredens gehad. Ook verscheen Peter Clark op het, tot nu toe, oudste beeldmateriaal van AC/DC, de Last Picture Show Theatre video van de single "Can I Sit Next To You Girl".
Hoewel Peter Clack de drummer was tijdens de opnames van het debuutalbum High Voltage, heeft hij toch weinig bijgedragen hieraan. De meeste drumpartijen werden opgenomen met drummer Tony Currenti (wiens naam ook wel als Kerrante werd geschreven) en John Proud. De permanente vervanger van Peter Clack was Phil Rudd, die sinds 1994 weer enige tijd (tot 2014) de vaste drummer was van AC/DC. Phil Rudd bracht namelijk na zijn vertrek een solo-album uit.

## Voetnoten
1. ↑  (en) Australische Band Flake.
2. ↑  (en) Last Picture Show Theatre. YouTube.com

- "Two Sides To Every Glory", Paul Stenning, 2005
- "Metal Hammer & Classic Rock present AC/DC", Metal Hammer magazine special, 2005

Angus Young · Malcolm Young · Cliff Williams · Brian Johnson · Phil Rudd

Bon Scott · Dave Evans · Peter Clack · Rob Bailey · Simon Wright · Chris Slade · Mark Evans